# Greylees
Greylees är en by i Lincolnshire i England. Byn är belägen 28 km 
från Lincoln. Orten har 1 711 invånare (2016).